# Anodontopopillia subvittata
Anodontopopillia subvittata är en skalbaggsart som beskrevs av Hermann Burmeister 1844. Anodontopopillia subvittata ingår i släktet Anodontopopillia och familjen Rutelidae. Inga underarter finns listade i Catalogue of Life.